# Anopheles gonzalezrinconesi
Anopheles gonzalezrinconesi este o specie de țânțari din genul Anopheles, descrisă de Cova Garcia, Pulido și Escalante de Ugueto în anul 1977.
Este endemică în Venezuela. Conform Catalogue of Life specia Anopheles gonzalezrinconesi nu are subspecii cunoscute.